# 汉口
汉口是武汉市其中一个组成部分，与武昌和汉阳并称「武汉三镇」，历史上曾作为一个独立的漢口特别市存在。

1877年的漢口

在清朝末期、中華民國大陸時期及中华人民共和国初期，汉口经济繁荣，繁华程度位居亚洲前列。民国时期的汉口因位于长江沿岸，为交通枢纽，工商业极为发达，与位于北美洲五大湖岸的芝加哥相似，被《芝加哥论坛报》称为“东方芝加哥”。由于租界林立，对外贸易频繁，新移民不断涌入，汉口现代化程度和城建规模远远领先于中国绝大部分城市，因此汉口也被广泛称为“大汉口”。
汉口地处长江西北、汉水以北的地域，隔长江与其东南侧的武昌相望，并汉江与其南侧的汉阳相望，大致是今天的江岸区、江汉区、硚口区三个区所覆盖的范围。武汉三镇不仅各有其独特的历史发展轨迹，而且分别各自形成独特的城市面貌，在功能分工上各自扮演不同的角色。虽然三镇在行政上已经合并接近60年之久，这种情形并未发生根本改变。
汉口得名于地处汉江注入长江之口，因古时称汉水为夏水，故当时有“夏口”之地名。但夏口既没有聚集成市，也不是今天的汉口之所在。

## 历史

### 汉口独立行政功能的变迁
自明代中期至清末，汉口归汉阳府所属汉阳县管辖。
- 明嘉靖年间（1522年～1566年），汉阳县设巡检司管理汉口镇。
- 清康熙年间（1662年～1722年），汉口巡检司治所由汉阳的崇信坊迁到汉水对面汉口侧。
- 雍正五年（1727年），巡检司分为仁义、礼智两分司，管理汉口居仁、由义和循礼、大智四坊。
- 光绪二十五年（1899年），湖广总督张之洞实行“阳夏分治”，在汉口置夏口厅，治所二盛巷。[2][3]
- 民国元年（1912年），夏口厅改为夏口县。民国15年（1926年），国民政府设汉口市；次年，在境内天元善堂（旧址在今民主街）建汉口市政府大楼。[2][3]
- 1926年11月，北伐军攻克武汉三镇之后，于1927年元旦，国民政府将武昌、汉阳、汉口三镇作为“京兆区”，统称武汉市，并正式从广州迁都武汉。[4]
- 1927年的宁汉合流之后，恢复汉口特别市。[5]
- 1929年，裁撤了夏口县。同年，汉口改为湖北省辖市。[5]
- 1932年4月，改为特别市，7月又改为普通市。[5]
- 1938年10月至1945年8月，武汉会战后武汉三镇被日军侵占。[5]
- 抗日战争胜利后，于1947年改为汉口院辖市，直属南京国民政府。[5]
- 1949年5月16日中国人民解放军占领武汉，汉口市被与武昌市、汉阳县城区合并为武汉市。[5]

### 明朝
在武汉三镇中，武昌和汉阳都是拥有千年以上历史的古城，而汉口作为商业集镇，形成最晚，但是发展最快，后来居上。
由于近代汉口经济的极度繁荣，汉口作为武汉三镇中最年轻的一员，反而声名崛起得最高。在香港九龙尖沙咀，至今还有汉口道；在上海、南京、青岛，甚至台湾的台北市、台中市，现在还有汉口路。
根据当地地方志的记载，汉口的历史肇始于明朝中叶。在明朝成化以前，汉水是从汉阳城以南注入长江，汉阳的地名本身就是他曾经位于汉江北岸的明证。今天汉口所在的地方，原来只是汉阳城北一片荒芜的低洼沼泽地带（后湖）。但是明朝成化年间，由于汉江几经改道，改从龟山北面的集家嘴注入长江。汉水改道后，北岸的汉口开始与汉阳分离。不久，由于汉江在河口一段的江流系向北岸凹进，风浪较小，宜于商船停泊，同时，这里拥有同临两江（长江、汉江）的地理优势，迅速兴起。
汉口最早的居民是张天爵一家，他们在明代天顺年间，汉水改道的前夕，从萧二手中转包了龟山北麓一带的河滩地，建屋定居，每年的地租是三分白银。
嘉靖年间，开始设置汉口巡检司管理这个新兴市镇，下设5坊，其中居仁、由义、循礼、大智四坊都位于汉水北岸，只有崇信坊位于汉水南岸（汉口巡检司最初设置在汉水南岸的崇信坊，康熙年间始由南岸移至北岸）。一般认为这是汉口正式设镇的标志。嘉靖四年（1525年），根据丈量结果，镇上建有房屋1281间。嘉靖二十四年，汉口已有居民1395户。
到明朝末年的万历年间，汉口开始成为湖广省（今湖北、湖南）的漕粮与淮盐两项大宗物资的转运枢纽。当时，以盛产稻米著称的湖广地区（俗谚“湖广熟，天下足”）不仅有大量漕粮需要在此集中，经长江转入京杭大运河北运京城；而且有同样数目可观的粮食在此集中，经长江和运河运抵苏州枫桥米市，弥补江南城镇以及闽粤沿海粮食的不足。湖广地区的食盐供应来自两淮盐场（今江苏北部），在仪征集中后，转入长江运至汉口，再分运湖北、湖南各府州县每年由汉口转销湖广的食盐为777200引，大致在3亿斤左右回空盐船普遍装载土特产品下行。
到明末天启、崇祯年间，汉口已经相当繁华，形成一座规模可观的商业集镇。
由于汉口地势低洼，对城镇发展的最大威胁是每年夏秋之际的洪水。于是在崇祯八年（1635年），汉阳府通判袁瑁在镇北主持修筑了一条长堤，西起汉正街西端的硚口，东到汉正街东端的堤口（四官殿码头），同时堤外开挖两丈宽的玉带河，河上建有30多座桥梁，有六渡桥、广益桥、三眼桥、燕山桥等。长堤以内的区域即汉口早期的镇区，东西狭长。
汉口早期建筑的特色，是汉水江边的延绵数里的吊脚楼。楼的一半在岸上，一半搭在水上。同时，汉水江中常年“帆樯满江”。，桨声喧哗，也有为数众多的船户常年生活在水面上。

### 1644年－1860年
到清朝初期，汉口凭借其地理位置的优越，经由长江上通四川，下通江西、安徽、江苏；经由汉水上通陕西、河南；经由洞庭湖水系可达湖南以及贵州乃至云南；有“九省通衢”之说，拥有其它城市无可比拟的交通优势，因此商业更为繁盛，吸引了外省众多商帮前来经营，形成五方杂处的商业大都会。到了汉口开埠前的十九世纪前半期，汉口已经成为中华帝国最大的货物集散地。
虽然汉口的行政级别只是一个镇，却发展达到当时罕见的城市规模，：“火烟数十里，行户数千家，典铺数十座，船泊数千万，九州诸大名镇皆让焉。”雍正五年，将汉口巡检司分成仁义、礼智二分司。至清嘉庆年间，汉口与江西景德镇、河南朱仙镇、广东佛山镇并称“四大名镇”；并开始流行将汉口与北京、苏州和佛山并列，称为“天下四聚”之一的说法：“天下有四聚，北则京师，南则佛山，东则苏州，西则汉口。然东海之滨，苏州而外，更有芜湖、扬州、江宁、杭州以分其势，西则惟汉口耳。”。
到十九世纪中期，汉口成为湖广地区实际的第一大城市，并被外国商人、传教士以及英国使团称为中国最大的商业中心。传教士和一些欧洲政府的报告中称汉口的人口为100至200万。。如果以人口密度和建筑密度的角度看，汉口是当时中国城市化程度最高的城市。
而汉口的居民构成，一向以外省客商为主。来此经营的商帮有山西、陕西、徽州、江西、宁波等帮。根据当时的记载，“茶庵直上通桥口，后市前街屋似鳞，此地从来无土著，九分商贾一分民”。
当时汉口的行业与商品种类繁多，其中盐、当、米、木、花布、药材六行最大；而其市价行情对周边地区的影响已经十分显著，足以影响全省人心动向。1678年（康熙十七年），汉口米业公所建立，这很可能是中国最早的行会。之后，盐业、钱业、茶业、药业、木业等各个行业的公所、行会都建立起来。
汉口在这一时期的繁盛程度，还可以从乾嘉年间2次“汉口镇火”的侧面记述中亦可见一斑：乾隆末年，毕沅任湖广总督期间，汉口镇“失火烧粮船一百余艘，客商船三四千只，火两日不息。嘉庆十五年四月十日，镇上又失火，延烧三日三夜，约计商民店户八万余家，不能扑灭。”。
汉口是一个纯粹的商业城镇，最突出的建筑物是各地商帮的会馆建筑。街道名称中以商品和行业名称命名的比例极大，“街名一半店名呼”，如花布街、白布街、绣花街、打铜街、牛皮巷、灯笼巷、豆腐巷、药帮巷、造纸街等。

### 1861年－1911年

#### 开辟五国租界
清朝晚期，依清政府与外国政府缔结的天津条约（1858年）和北京条约（1860年），汉口被辟为长江沿岸最早的三个通商口岸（镇江、九江、汉口）之一。汉口的发展进入了新的时期。
从19世纪开始，有五个国家在汉口开辟了租界，这使得汉口外国租界的数目在中国的各个通商口岸中仅次于天津。在汉口旧市镇的下游，沿长江江岸，从上游往下游，依次排列着：汉口英租界、汉口俄租界、汉口法租界、汉口德租界和汉口日租界。按照开辟时间的先后，则依次是：汉口英租界（1861年）、汉口德租界（1895年）、汉口俄租界（1896年）、汉口法租界（1896年）和汉口日租界（1898年）。其中只有汉口英租界开辟于第二次鸦片战争之后，其余四个租界均开辟于甲午战争结束后的数年中。此外，比利时也曾经策划在汉口开辟租界，由于种种原因，计划最后落空。第一次世界大战结束后，中国政府首先收回了德租界和俄租界；汉口英租界收回于1927年北伐的高潮中；法租界和日租界则一直维持到1940年代。
共有十余个国家均选择汉口作为他们在中国中西部省份开设领事馆的首选地，驻汉口的外国领事馆的辖区常常包括中国中西部的八九个省份，占中国本部十八行省的将近半数。除了开辟租界的上述5个国家外，在此设领事馆的国家还有：美国、比利时、瑞典等。
汉口从开埠之初，作为当时主要的出口物资——茶叶的集散地，其发展前景就为外国商人所看好（英人癖好沖泡的红茶，俄人则嗜食砖茶），大英帝國、俄羅斯帝國、德意志帝國、美國等国商人来此开设洋行，经营大宗进出口业务。在所有洋行中，英资怡和洋行（1862年开设分行）一直稳居首位，被称为“洋行之王”。
汉口的贸易量很快就超过了传统的商埠广州，仅次于上海。到20世纪，虽然天津、青岛等北方港口也发展起来，汉口仍然继续长期牢固地保持着中国三大港口的地位。1902年汉口进出口货物共值10032.1万两白银，1910年增加到15219.9万两白银。
与其他港口不同的是，早在1895年《马关条约》签订以前，外商在汉口很早就大规模投资于工业，最初是英、俄商人开设的茶叶加工厂，其中尤以俄商开设的顺丰砖茶厂（1863）、新泰砖茶厂（1866）和阜昌砖茶厂（1874）在汉口经济中占有举足轻重的地位；以后发展到其他农副产品的加工，利用华中地区丰富的人力和农产品资源，参与投资的外商以英、德两国居多。其中，英商开办的隆茂打包厂、平和打包厂；德商开办的美最时蛋厂、礼和蛋厂，都拥有相当的规模。
外资银行业在汉口也曾经拥有庞大的规模，开办汇兑、信贷、储蓄存款、发行钞票等业务。这些银行属于7个国家，大部分建立于清末，到1920年其数目达到18家（英国5个，美国、日本各3个，其他属于德、俄、比利时和法国）。它们操纵着汉口的外汇行情，甚至控制汉口海关关税。其中设立最早的是英资麦加利银行（1863年），规模最大的则是英资汇丰银行。这些外资银行于20世纪初在租界沿江建造的西方古典式分行大楼，至今仍是汉口江滩十分醒目的景观。
由于汉口工商业的繁荣，周边农民也大规模地涌入汉口。至20世纪初，汉口已经成为了一个具有相当规模的大城市，被部分人称为“东方芝加哥”。

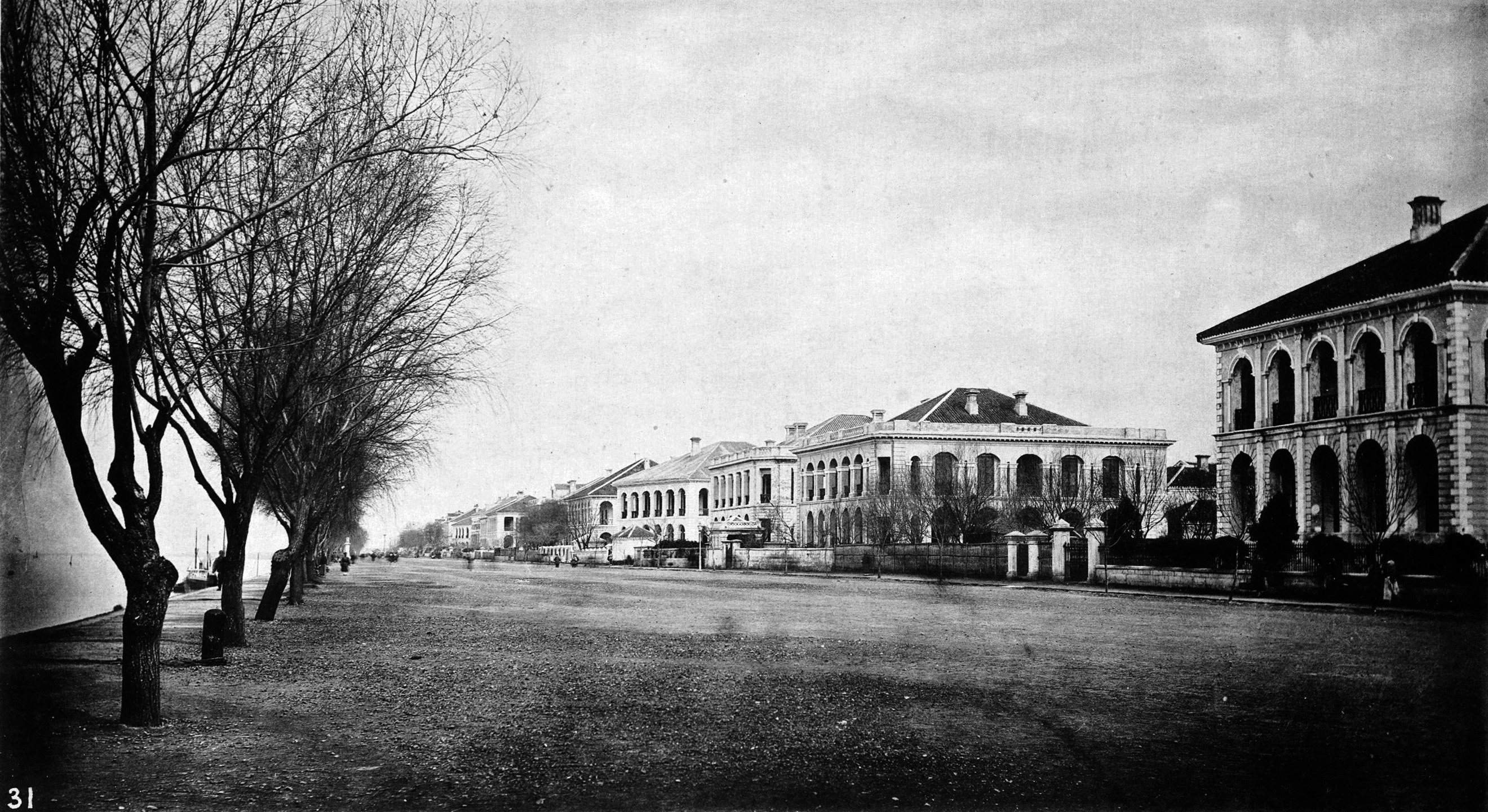
19世紀晚期揚子江邊的漢口租界，由荷蘭著名攝影師約翰·湯姆森拍攝
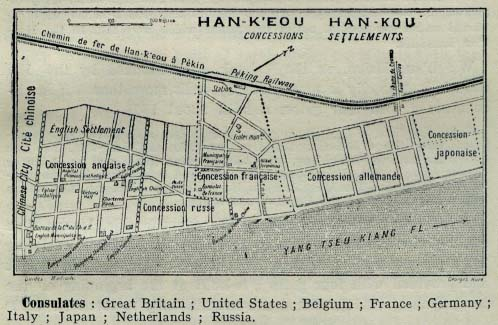
1912年的汉口租界，从左至右：英、美、比、法、德、意、日、荷、俄
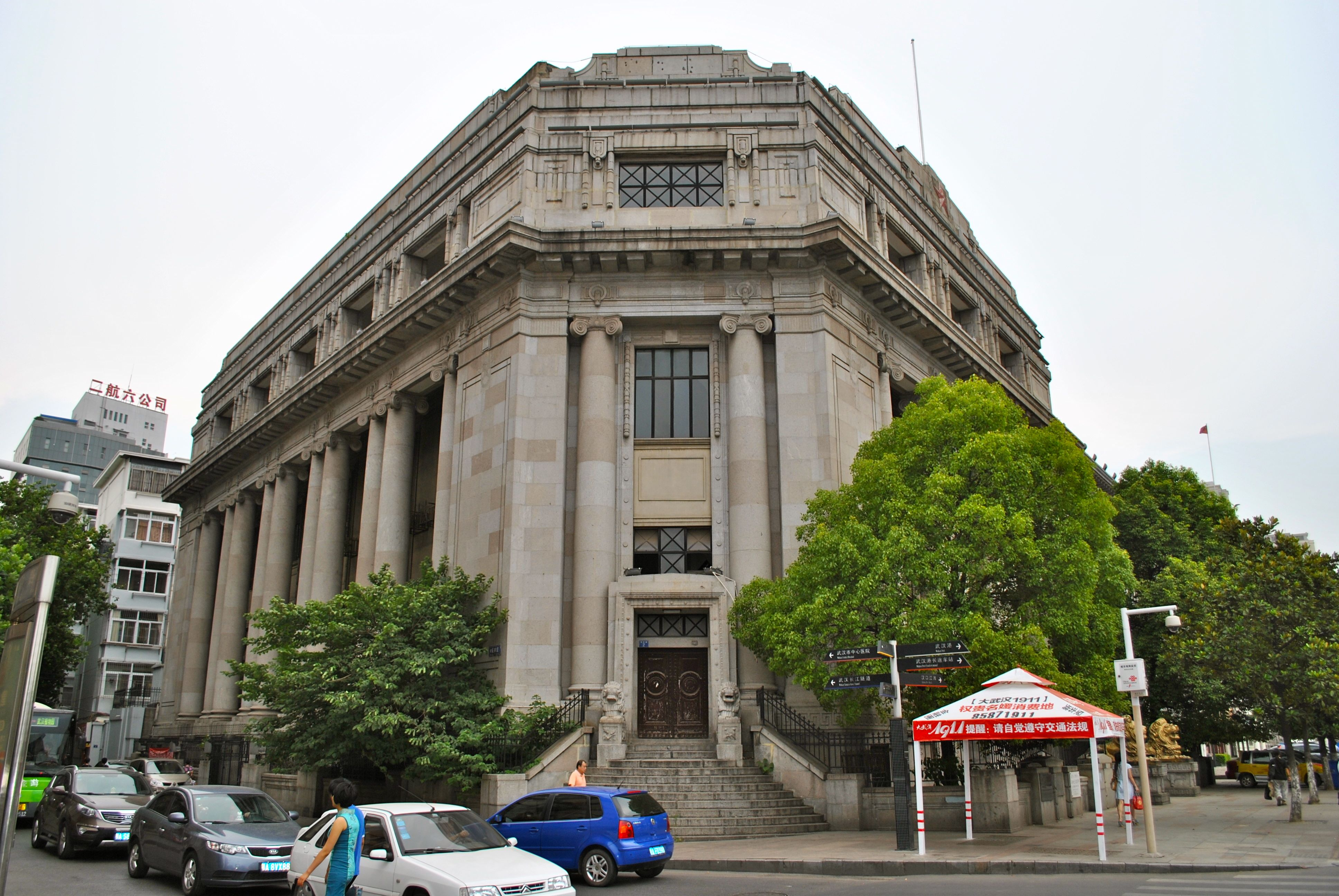
日本橫濱正金銀行漢口分行舊址
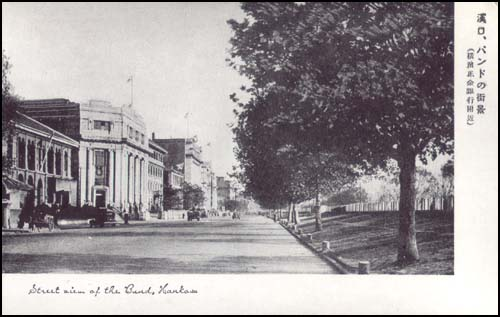
昔日汉口英租界江滩街景：横滨正金银行附近
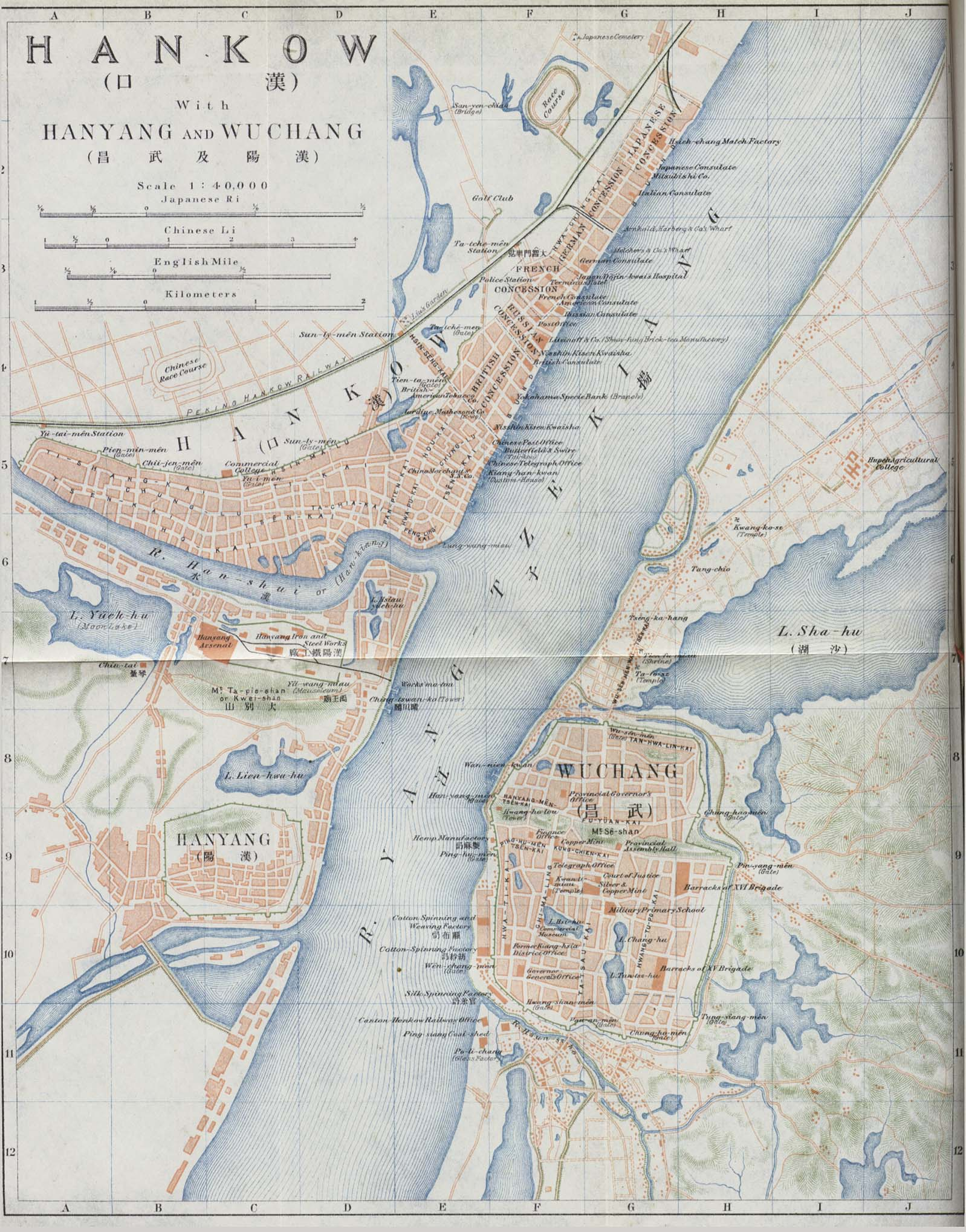
1915年的汉口、汉阳、武昌地图
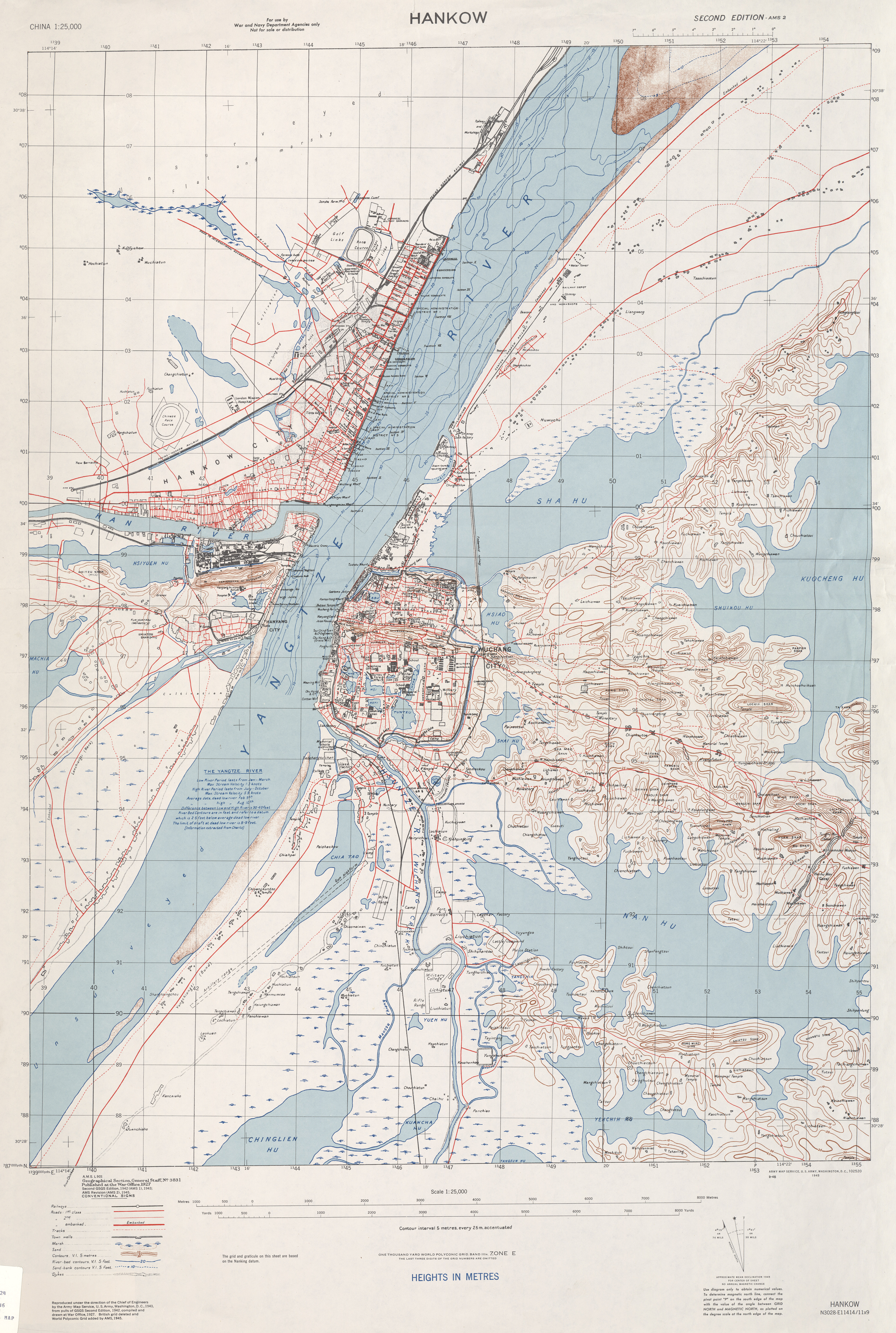
1945年的汉口、汉阳、武昌地图

#### 舊市區的變化
1864年，由于受到捻军南下的威胁，汉阳知府主持修筑了汉口城堡（俗称后城），上起硚口，下到沙包（一元路），长11华里，开门8座：玉带门、便门、居仁门、由义门、循礼门、大智门、通济门、便门。
后城筑成以后，长堤失去防水功能，玉带河也变成干河。于是长堤演变为一条手工作坊集中的街道--长堤街。
1904年，湖广总督张之洞主持修筑了长约30华里的张公堤。1905年，京汉铁路通车。1907年，存在了40多年的汉口后城被拆除，改筑为后城马路（今中山大道）。

### 1911年－1926年

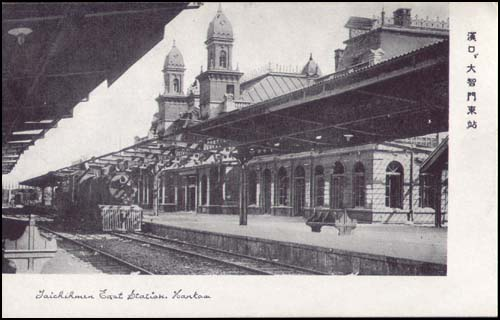
曾经的中国南北交通重要枢纽：汉口大智门火车站

#### 辛亥革命期间
1911年11月30日，清军败退时，冯国璋下令火烧汉口街市，大火延烧四天四夜，使得汉口旧市区受到严重破坏。

#### 收回德俄租界
1917年，中国对德国宣战，收回汉口、天津两地德国租界。汉口德租界收回以后，改为第一特别区。
1924年，汉口俄租界交还中国，改为第二特别区。

#### 汉口模范区
1913年，萧耀南派孙武设汉口地亩局，后者上任后倡建汉口模范区，意在与租界区媲美，拟为汉口之模范。华商总会内实业界人士积极响应，其中刘歆生提出以西起江汉路、北至京汉路、东至大智路、南抵中山大道的地段作为模范区。

### 1926年－1949年

#### 國民政府時期

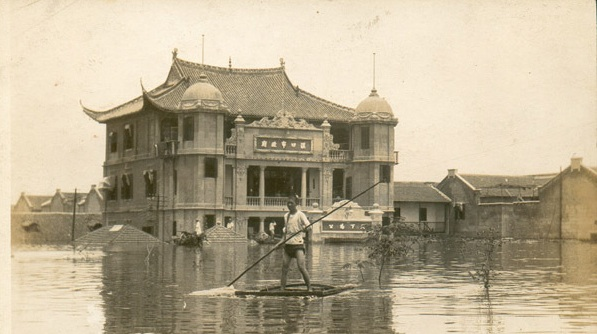
1931年大水后漢口市政府門前

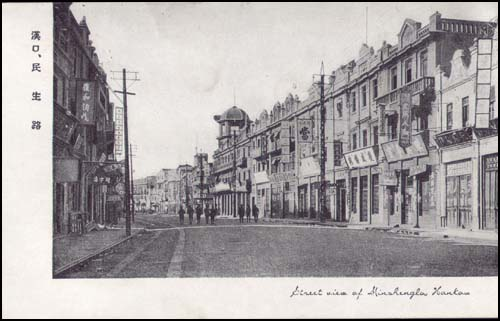
漢口華界1930年代興建的民生路

1926年11月，北伐軍攻克武漢三鎮之后，於1927年元旦，國民政府將武昌、漢陽、漢口三鎮作為“京兆區”，統稱武漢市，並正式從廣州遷都武漢。這是歷史上第一次在官方文件中將三鎮合併為一個行政區劃。黨政機構分設於漢口和武昌：國民政府設在後城馬路的南洋菸草公司大樓，外交部設在一元路，交通部設在京漢鐵路局大樓，財政部設在漢口軍警監督處，全國總工會設在友誼街程漢卿公館。中央黨部和司法部則設在武昌。
鮑羅廷發動聲勢浩大的反英運動，1927年1月，數萬名示威群眾衝進漢口英租界，英國僑民匆忙撤離。隨後，外交部長陳友仁與英方進行交涉，迫使英國將漢口英租界交還中國。漢口英租界交還中國以後，改為第三特别區。
1927年的寧漢合流之后，武漢市又被拆為漢口特別市（類似現行的直轄市）、武昌市和漢陽縣。

#### 第二次世界大戰期間
1944年12月，美军对汉口进行战略轰炸，是为汉口大空袭。

#### 國共內戰時期
1949年5月武漢三鎮被攻占，共产党政權將其合併為武汉直辖市，後降為省轄武汉市，沿用至今。

## 现状

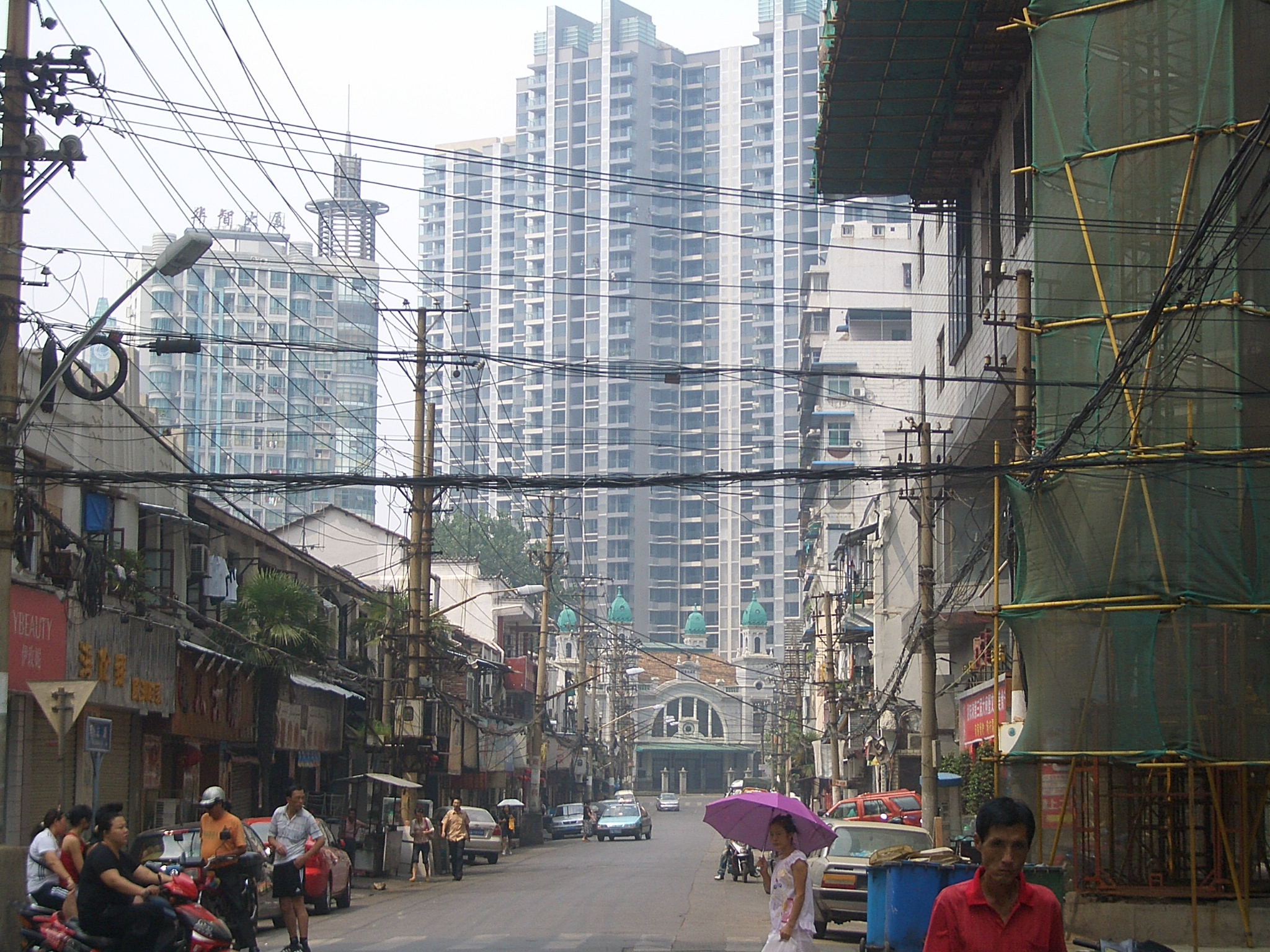
汉口车站路
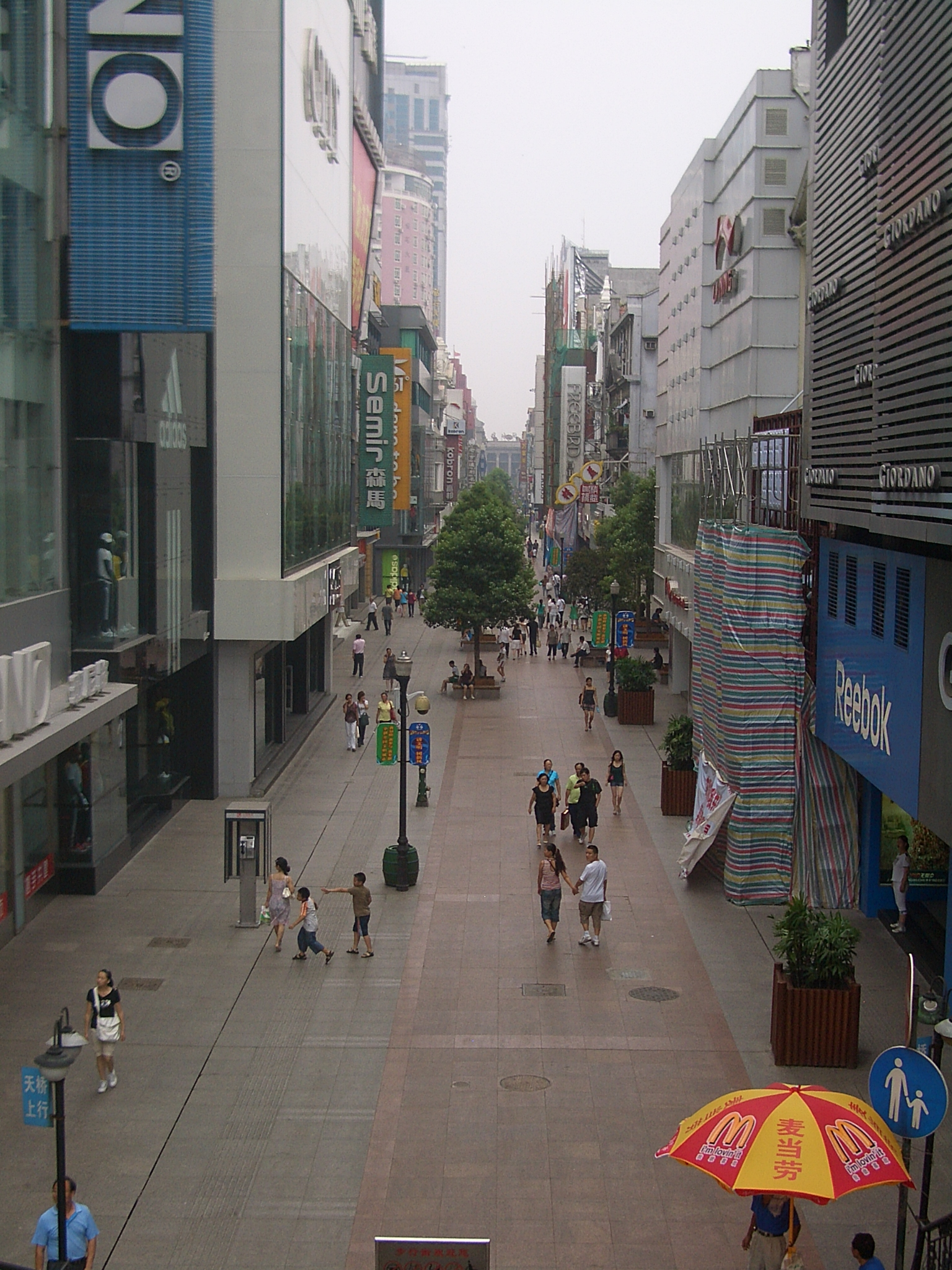
江汉路
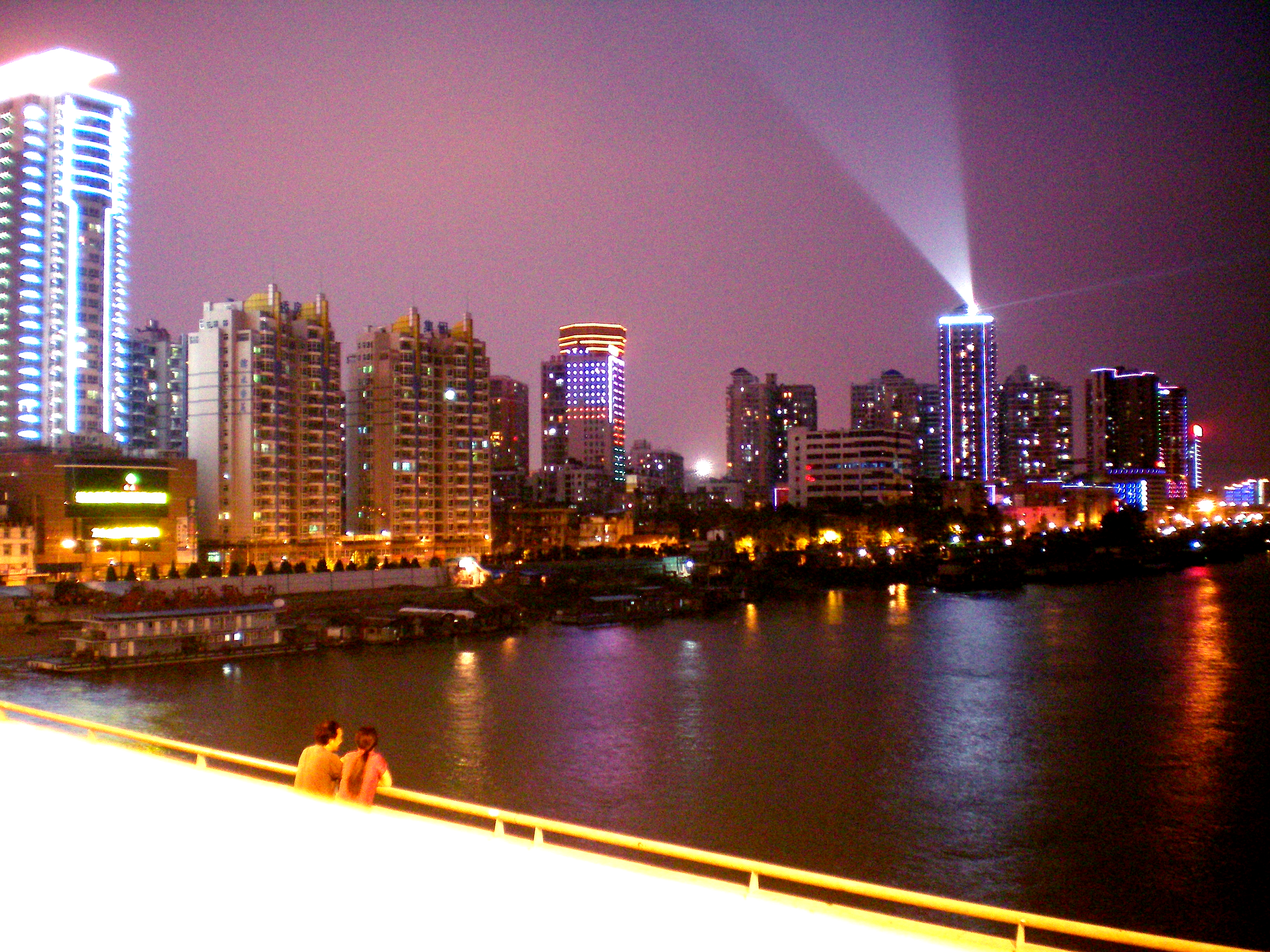
汉口汉江沿岸夜景
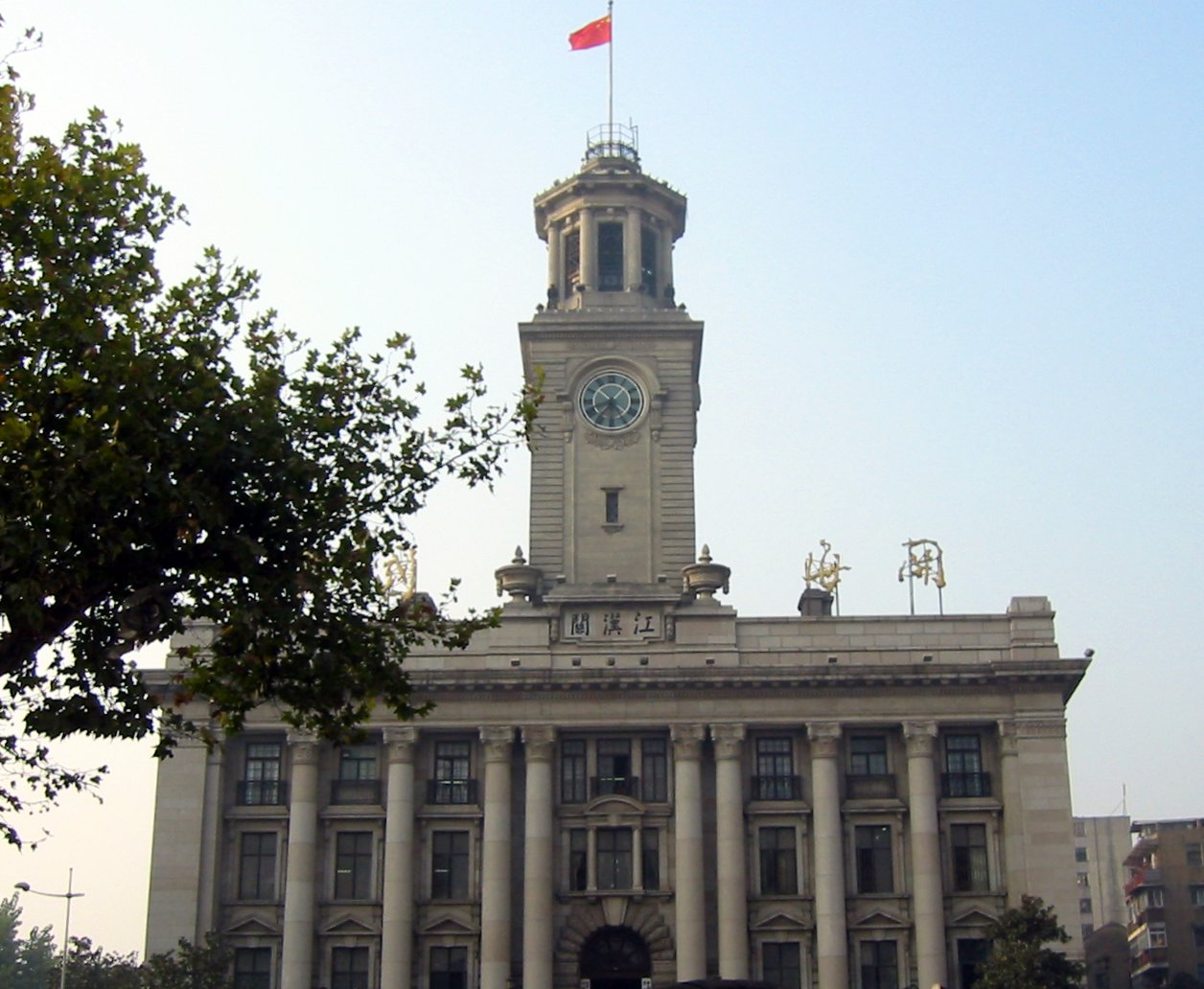
江汉关

### 行政区划
1949年以后，“汉口”便不再是一个官方的行政区划名称。这一点，汉口与武昌、汉阳不同。武昌、汉阳至今仍是武汉市区级行政区划的名称，而汉口由于规模相较于武昌、汉阳而言过于庞大，故被分割为江岸区、江汉区、硚口区、东西湖区四个区级行政区划。同时，汉口地区也是武汉市人民政府以及其它市级政府部门的所在地。虽然在中华人民共和国的各级政府行政建制中，从来没有汉口这个区划，但是在一些系统之内还是常常将它们在武汉市的机构冠以“汉口”二字。例如铁路系统的汉口站（除此之外另有武昌站和武汉站），水利系统的汉口水文站，汉口银行等等。

### 商贸
汉口地区自从它形成之日起，就与商业紧密相关。直至今日，汉口地区仍然是武汉市的商业中心。

### 主要街道
- 汉正街：位于汉水北岸，汉口地区形成最早的一条街道。
- 江漢路：與長江垂直，曾屬英租界，如今為漢口最大的商圈之一。臨江起點為江漢關大樓。

### 引用
1. ↑  Jacob, Mark. . Chicago Tribune. 2012-05-13  [2012-05-22]. （原始内容存档于2013-05-11）.
2. 1 2  .   [2012-03-21]. （原始内容存档于2012-06-25）.
3. 1 2  .   [2012-03-21]. （原始内容存档于2014-02-02）.
4. ↑  .   [2012-03-31]. （原始内容存档于2012-04-25）.
5. 1 2 3 4 5 6  .   [2012-03-31]. （原始内容存档于2014-02-02）.
6. 1 2  康熙《汉阳府志》卷1《舆地志》
7. ↑  《汉口的沧桑往事》，湖北人民出版社，2004年
8. ↑  1920年《夏口县志》
9. ↑  乾隆《汉阳府志》卷12《汉阳县·乡镇》
10. ↑  陈锋《清代盐政与盐税》表9《汉口至各地转运分销里程表》，中州古籍出版社1988年版
11. ↑  《淮鹾备要》
12. 1 2  钱泳：《履园丛话》卷14，中华书局1979年版，第381—382页
13. ↑  民国《夏口县志》卷12《商务志》。
14. ↑  William T. Rowe：《汉口，一个中国城市的商业和社会》（中译本）第24至第28页
15. ↑  乾隆《汉阳府志》卷12。
16. ↑  刘献廷：《广阳杂记》卷4，中华书局1957年版，第193页。
17. ↑  William T. Rowe：《汉口，一个中国城市的商业和社会》（中译本）第50至第54页
18. 1 2  《汉口竹枝词》
19. ↑  晏斯盛：《请设商社疏》，见《皇朝经世文编》卷40《户政》
20. ↑  William T. Rowe：《汉口，一个中国城市的商业和社会》（中译本）第4页
21. ↑  Monday, June 13, 1938. . Time magazine.   [2011-11-20]. （原始内容存档于2012-01-05）.
22. ↑  . kuaibao.qq.com.   [2020-11-23]. （原始内容存档于2020-12-06）.
23. ↑  .   [2023-03-16]. （原始内容存档于2023-05-07）.

## 延伸閱讀
- William T. Rowe（羅威廉）著，江溶等譯：《漢口：一個中國城市的商業和社會(1796-1889)》（北京：中國人民大學出版社，2005）。
- William T. Rowe（羅威廉）著，魯西奇等譯：《漢口：一個中國城市的衝突和社區(1796-1895)》（北京：中國人民大學出版社，2008）。
- 李國祁：〈由上海、漢口與青島三都市的形成與發展論近代我國通商口岸的都市化作用 （页面存档备份，存于）〉。